# Neiman-Marcus Award
Il Neiman Marcus Award per il servizio distinto nel campo della moda è stato un premio annuale creato nel 1938 da Carrie Marcus Neiman e Stanley Marcus. A differenza del Coty Award, non si limitava ai designer di moda americani. I destinatari dei Neiman Marcus Awards includono haute couture, designer non americani, giornalisti, produttori, celebrità ed icone di stile che avevano avuto una significativa influenza personale sulla moda come Grace Kelly e Grace Mirabella. Il premio veniva in genere assegnato a più destinatari ogni anno, piuttosto che a un singolo individuo, sebbene Adrian fu l'unico vincitore nel 1943, un'impresa ripetuta nel 1957 da Coco Chanel. Dal 1969 i premi sono diventati sempre più intermittenti, con cerimonie tenute nel 1973, 1979, 1980, 1984 e 1995, l'ultimo anno in cui sono stati assegnati i premi. Per la cerimonia finale, il fondatore, Stanley Marcus, ha ricevuto uno dei suoi premi.